# Onobroma
Onobroma là một chi thực vật có hoa trong họ Cúc (Asteraceae).

## Loài
Chi Onobroma gồm các loài: